# Zespół Waardenburga

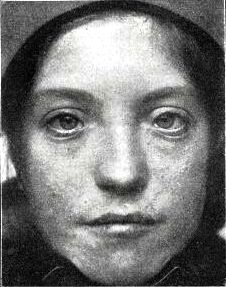
Pacjentka z zespołem Kleina-Waardenburga (WS3). Widać charakterystyczne ustawienie gałek ocznych względem kącików oczu (pseudohiperteloryzm, dystopia canthorum)

Zespół Waardenburga (ang. Waardenburg syndrome) – grupa kilku, genetycznie uwarunkowanych zespołów wad. Łączy je różnego stopnia niedosłuch czuciowo-nerwowy, plamy bielacze na skórze, jasne i niekiedy różnobarwne tęczówki oraz występowanie jasnego pasma włosów.

## Historia

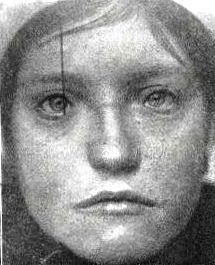
Pierwsza z dwóch sióstr bliźniaczek opisana przez van der Hoevego w 1913 roku

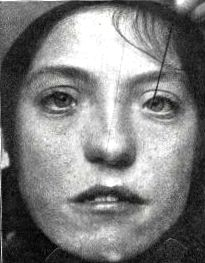
Druga bliźniaczka, wykazująca ten sam zestaw cech dysmorficznych twarzy co jej siostra

W 1913 roku Jan van der Hoeve (1878–1952) opisał charakterystyczne cechy dysmorficzne twarzy u jednojajowych, głuchych bliźniaczek o inicjałach J.S. i B.S. i u trzeciej, niespokrewnionej z nimi pacjentki. Kobiety miały zwiększoną odległość między kącikami oczu i skróconą szparę powiekową. W sierpniu 1947 roku szwajcarski genetyk i okulista David Klein (1908–1993) przedstawił przypadek głuchoniemego dziecka na sympozjum Szwajcarskiego Towarzystwa Genetyków. Probant był 10-letnim chłopcem z charakterystycznym częściowym albinizmem włosów głowy, miał błękitne, hipoplastyczne tęczówki, blepharophimosis i malformacje kończyn górnych (przypuszczalnie był to pierwszy opis zespołu Waardenburga typu III). Pełny opis przypadku Klein przedstawił dopiero w 1950 roku. W tym czasie, w grudniu 1948 roku Petrus Johannes Waardenburg (1886–1979), holenderski okulista i genetyk opisał podobny przypadek dorosłego głuchego pacjenta, dokładny opis ukazał się w 1951 roku. Waardenburg uznał, że zespół stanowi odrębną jednostkę chorobową; stwierdził go u 12 na 840 przebadanych głuchoniemych pacjentów. W 1971 roku Arias zaproponował, że istnieją dwa typy zespołu Waardenburga: typ I, z obecnością dystopia canthorum, i typ II, bez tej cechy.

## Typy
| Typ                                                                                              | Locus                       | Uszkodzony gen     | OMIM        |
| ------------------------------------------------------------------------------------------------ | --------------------------- | ------------------ | ----------- |
| Zespół Waardenburga, typ I (WS1)                                                                 | 2 q35                       | PAX3               | OMIM 193500 |
| Zespół Waardenburga, typ IIA (WS2A)                                                              | 3 p14.1-p12.3               | MITF               | OMIM 193510 |
| Zespół Waardenburga, typ IIB (WS2B)                                                              | 1p21-p13.3                  |                    | OMIM 600193 |
| Zespół Waardenburga, typ IIC (WS2C)                                                              | 8p23                        |                    | OMIM 606662 |
| Zespół Waardenburga, typ IID (WS2D)                                                              | 8q11                        | SNAI2              | OMIM 608890 |
| Zespół Waardenburga, typ III (zespół Kleina-Waardenburga, WS3)                                   | 2q35                        | PAX3               | OMIM 148820 |
| Zespół Waardenburga, typ IV (zespół Waardenburga-Shaha, choroba Waardenburga-Hirschsprunga, WS4) | 22q13, 20q13.2-q13.3, 13q22 | EDNRB, EDN3, SOX10 | OMIM 277580 |

## Etiologia i patogeneza
Zespoły Waardenburga są spowodowane mutacjami w genach kodujących czynniki transkrypcyjne, mające wpływ na migrację melanocytów w embriogenezie. Czynniki transkrypcyjne zaangażowane w ten proces to PAX3, MITF i SOX10. Gen PAX3 we wczesnym okresie zarodkowym ma największą ekspresję w grzebieniu neuronalnym i w dermatomiotomach, z których powstają mięśnie i skóra. Heterozygotyczna mutacja w genie PAX3 spotykana jest u większości chorych (zespół Waardenburga typu I) choroby; mutacje w obydwu kopiach genu (stan homozygotyczny lub stan złożonej heterozygotyczności) warunkuje ciężką postać choroby, jaką jest zespół Waardenburga typu IV.
Heterozygotyczna mutacja genu MITF (micropthalmia-associated transcription factor) powoduje haploinsuficjencję genu. Czynnik transkrypcyjny MITF transaktywuje gen tyrozynazy w melanocytach, a zaburzenie jego funkcji leży u podłoża części przypadków zespołu Waardenburga typu II. Natomiast mutacja z utratą funkcji w genie MITF wywołuje zespół Tietza (OMIM 103500).

W końcu, u małej grupy pacjentów z megacolon congenitum zidentyfikowano mutację w genie SOX10 na 22 chromosomie. Czynnik SOX10 tak jak czynnik PAX3 transaktywuje czynnik MITF.

## Epidemiologia
Częstość zespołu Waardenburga w populacji nie jest dostatecznie dobrze określona. Szacuje się, że WS1 występuje z częstością 1:20.000–1:40.000 i odpowiada za utratę słuchu u około 3% głuchych od urodzenia dzieci. Stwierdzono wyjątkowo częste występowanie WS u Kenijczyków: pacjenci z zespołem Waardenburga stanowili 2–5% uczniów szkół dla głuchoniemych, a w całej populacji częstość zespołu wynosi 1:20.000.

## Zespół Waardenburga typu I
Cechy charakterystyczne dla zespołu Waardenburga typu I to:
- szeroka nasada nosa (52–100%[11])
- telekantus (dystopia canthorum)
- biały kosmyk włosów (43–48%[11])
- przedwczesne siwienie – przed 30 rokiem życia (23–38%)
- różnobarwność tęczówek (15–31%[11])
- synophrys, obecność brwi w linii pośrodkowej twarzy (63–70%[11])
- hipoplazja podścieliska tęczówki, błękitne (szafirowe) oczy (15–18%[11])
- bielactwo (30–36%[11])
- skrócenie rynienki podnosowej (philtrum)[12]
- niedosłuch czuciowo-nerwowy (57–58%[11]).

Obraz kliniczny zespołu cechuje duża zmienność; niektórzy chorzy mają łagodną postać choroby i ich słuch jest nieuszkodzony.

## Zespół Waardenburga typu II
W zespole Waardenburga typu II chorzy mają objawy ograniczone do defektu melanocytów:
- biały pukiel włosów (poliosis) (16–23%[11])
- niedobór barwnika w tęczówkach, błękitne oczy (3–23%[11])
- przedwczesne siwienie (14–30%[11])
- bielactwo (5–12%[11])
- niedosłuch, spowodowany brakiem melanocytów w rąbku barwnikowym ślimaka (77–78%[11]).

W przeciwieństwie do chorych z WS1, odległość między wewnętrznymi katami oczu jest prawidłowa.

## Zespół Waardenburga typu III
Charakterystyczne są wady ubytkowe kończyn górnych.

## Zespół Waardenburga typu IV
Dla obrazu klinicznego WS4 charakterystyczna jest choroba Hirschsprunga (megacolon congenitum).

## Rozpoznanie
W 1992 roku Waardenburg Consortium grupujące specjalistów od WS z całego świata ustaliło kryteria diagnostyczne dla zespołu Waardenburga typu I. Rozpoznanie można postawić gdy pacjent spełnia dwa większe kryteria albo jedno większe i dwa mniejsze; kryteria dodatkowe mają znaczenie pomocnicze.
Kryteria diagnostyczne dla zespołu Waardenburga typu I według Waardenburg Consortium (1992)
Kryteria większe
1. Niedosłuch czuciowo-nerwowy z progiem większym niż 25 dB dla przynajmniej dwu częstotliwości z przedziału 250-4.000 Hz, bez cech wysięku i innej uchwytnej przyczyny niedosłuchu
2. Anomalie rozmieszczenia barwnika w siatkówkach:
a) Różny kolor tęczówek
b) Tęczówka dwubarwna (segmentalna różnobarwność)
c) Charakterystyczne, błękitne (szafirowe) tęczówki, opisywane jako błękitne oczy Waardenburga albo oczy koloru błękitu nieba – hipopigmentacja tęczówek; anomalia podścieliska może być potwierdzona badaniem w lampie szczelinowej
3. Hipopigmentacja włosów (piebaldyzm):
a) biały kosmyk włosów (może być obecny przy urodzeniu i z czasem zaniknąć, po czym pojawić się z powrotem w okresie dojrzewania lub w dorosłości, albo pojawić się w dowolnym wieku)
b) owłosienie ciała (białe włosy w obrębie brwi, rzęs, albo w innych miejscach ciała)
4. Dystopia canthorum (boczne przemieszczenie kątów wewnętrznych szpary powiekowej, ze zmniejszeniem widocznego pola twardówki w przyśrodkowym kącie oka, najlepiej oceniane wskaźnikiem W (≥2,07)
5. Krewny pierwszego stopnia ze zdiagnozowanym zespołem Waardenburga

Kryteria mniejsze
1. Wrodzone bielactwo (liczne obszary hipopigmentowanej skóry)
2. Synophrys albo włosy brwi w linii środkowej twarzy, powyżej nasady nosa)
3. Szeroka i wysoka nasada nosa:
a) widoczna en face
b) może występować z- lub bez zagłębieniem nosowoczołowym w widoku z profilu (wpływ czynników etnicznych)
4. Hipoplazja skrzydełek nosa (hypoplasia alae nasi) – hipoplastyczne dolne chrząstki nosowe, zwykle powodują zwężenie dolnej trzeciej części nosa
5. Przedwczesne siwienie (przewaga siwych włosów na głowie przed 30. rokiem życia, charakterystyczne siwienie najpierw w linii środkowej głowy, nie na skroniach)

Rzadko spotykane wady (kryteria dodatkowe)
1. Choroba Hirschsprunga
2. Anomalia Sprengla
3. Tarń dwudzielna (spina bifida)
4. Rozszczep wargi i (lub) podniebienia
5. Defekty kończyn
6. Wrodzone wady serca
7. Zaburzone funkcjonowanie narządu przedsionkowego
8. Szeroka, kwadratowa w zarysie szczęka
9. Niska przednia linia owłosienia

## Zespół Waardenburga w kulturze
Karol May w powieści Upiór z Llano Estacado (opublikowanej po raz pierwszy w 1888) przedstawił dokładny opis jednego z bohaterów, mogący odpowiadać opisowi osoby z nieznanym jeszcze wówczas medycynie zespołem Waardenburga. Postać ta, Fred the Juggler, miała różnobarwne tęczówki (jedną niebieską, drugą czarną), „garb” i asymetryczną twarz. Ponadto, Karol May był w latach 1875–1876 redaktorem pisma Schacht und Hütte i w 21. numerze periodyku odnotował informację, że na 760 000 uczących się w szkołach niemieckich dzieci 224 000 miało niebieskie oczy, 287 000 szare, 255 000 brązowe, 450 czarne, 3 czerwone, a jedno miało jedną tęczówkę barwy niebieskiej i drugą – brązowej.